# كوري فلين
كوري فلين (بالإنجليزية: Corey Flynn)‏ هو لاعب اتحاد الرغبي نيوزيلندي، ولد في 5 يناير 1981 في إنفركارجل في نيوزيلندا.

## وصلات خارجية
- كوري فلين عل موقع إسبنسكروم (الإنجليزية)
- كوري فلين على موقع ItsRugby.co.uk (الإنجليزية)